# Brachioppia deliciosa
Brachioppia deliciosa är en kvalsterart som beskrevs av Hammer 1961. Brachioppia deliciosa ingår i släktet Brachioppia och familjen Oppiidae. Inga underarter finns listade.